# Jedovatice

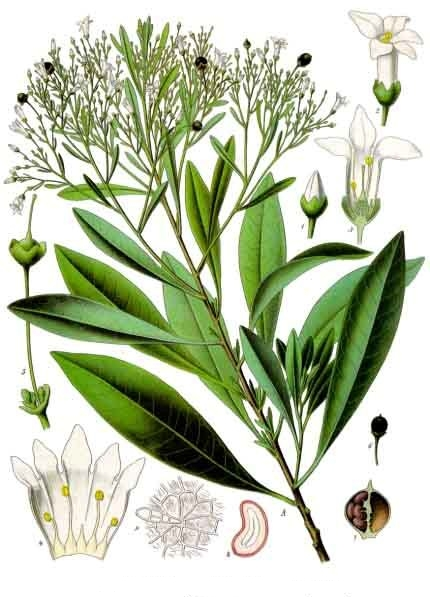
Duboisia myoporoides na botanické ilustraci

Jedovatice (Duboisia) je rod rostlin z čeledi lilkovité. Jsou to keře a stromy s jednoduchými poměrně úzkými listy a bílými pětičetnými květy v latovitých květenstvích. Plodem je kulovitá bobule. Rod zahrnuje 4 druhy a je rozšířen v Austrálii a Nové Kaledonii.
Jedovatice pituri je využívána australskými domorodci od dávných věků jako povzbuzující prostředek a k navození změněných stavů vědomí.
Jiné druhy jsou pěstovány na plantážích jako významný zdroj tropanových alkaloidů pro farmaceutický průmysl, zejména skopolaminu a hyoscyaminu.

## Popis
Jedovatice jsou téměř nebo zcela lysé rozměrné keře a malé stromy s tlustou, korkovitou kůrou a měkkým, velmi lehkým dřevem. Stromovitá Duboisia myoporoides dorůstá výšky 16, výjimečně až 24 metrů. Listy jsou jednoduché, střídavé, přisedlé nebo krátce řapíkaté, čárkovité, úzce obvejčité až obvejčitě eliptické. Květy jsou oboupohlavné, podepřené dvojicí vstřícných listenů a uspořádané v rozměrných vrcholových latovitých květenstvích.
Kalich je pravidelný, zvonkovitý, pětilaločný. Koruna je bílá, někdy s purpurovými pruhy ve středové části, zvonkovitá nebo zvonkovitě nálevkovitá, zakončená pětilaločným lemem, pravidelná nebo lehce dvoustranně souměrná. Tyčinky jsou 4, pátá většinou chybí nebo bývá přeměněna ve sterilní staminodium. Nitky jsou přirostlé při bázi korunní trubky.
Semeník je svrchní, obsahuje 2 komůrky a nese čnělku zakončenou hlavatou, krátce dvoulaločnou bliznou. Kolem báze semeníku je kruhovité nektárium.
Plodem je dužnatá kulovitá až elipsoidní bobule obsahující 2 až 12 ledvinovitých semen.

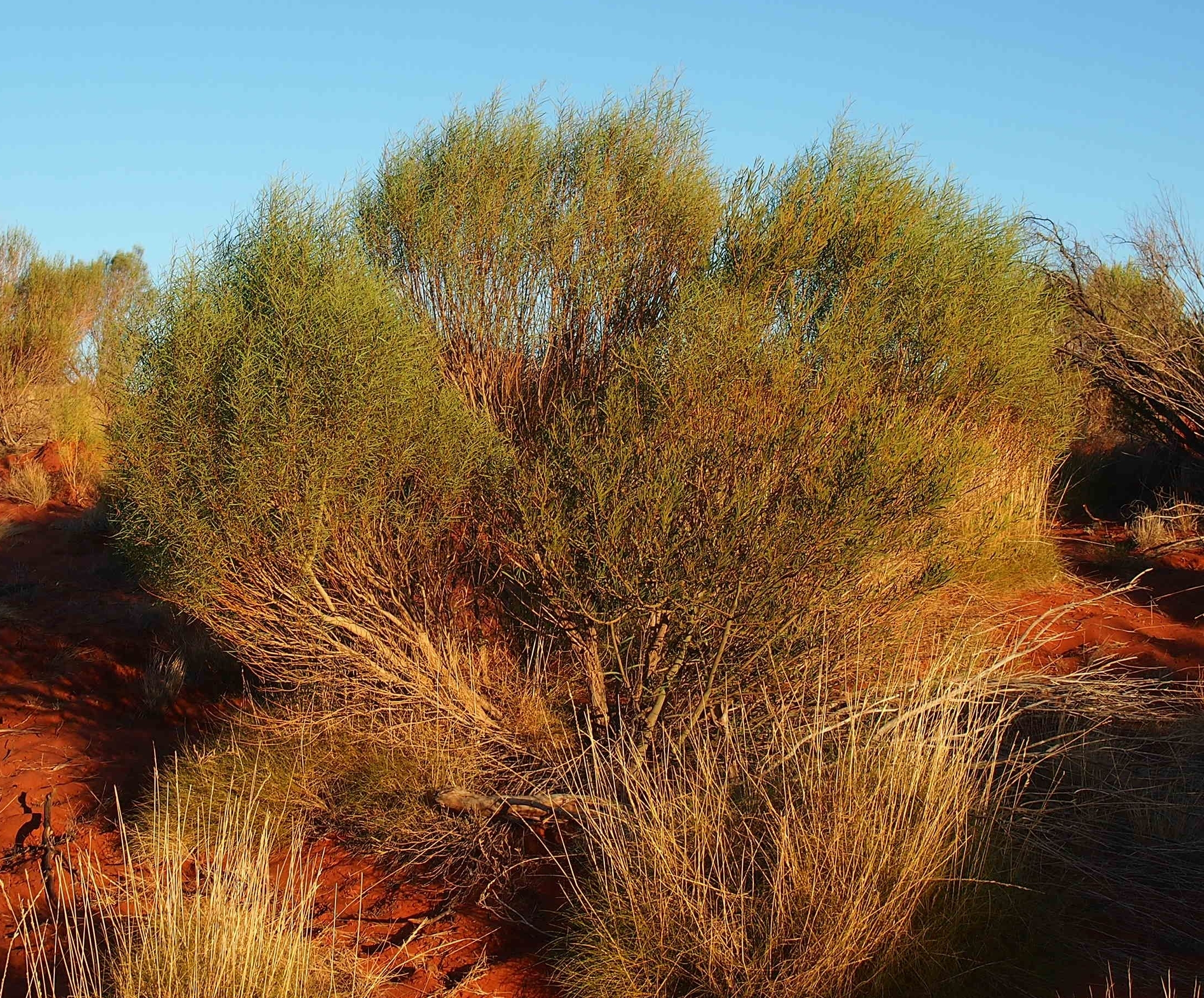
Habit jedovatice pituri v přirozeném prostředí
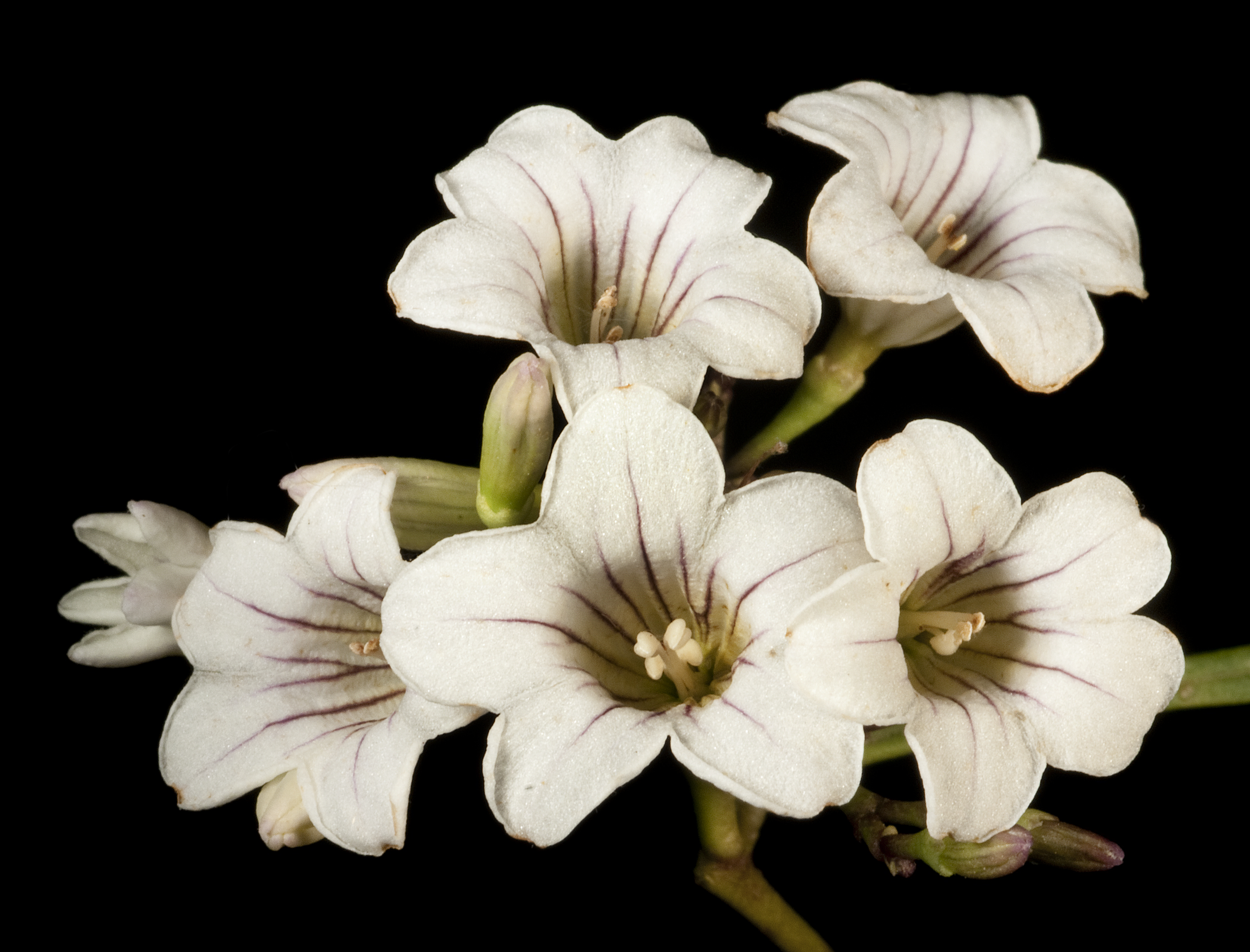
Detail květů jedovatice pituri
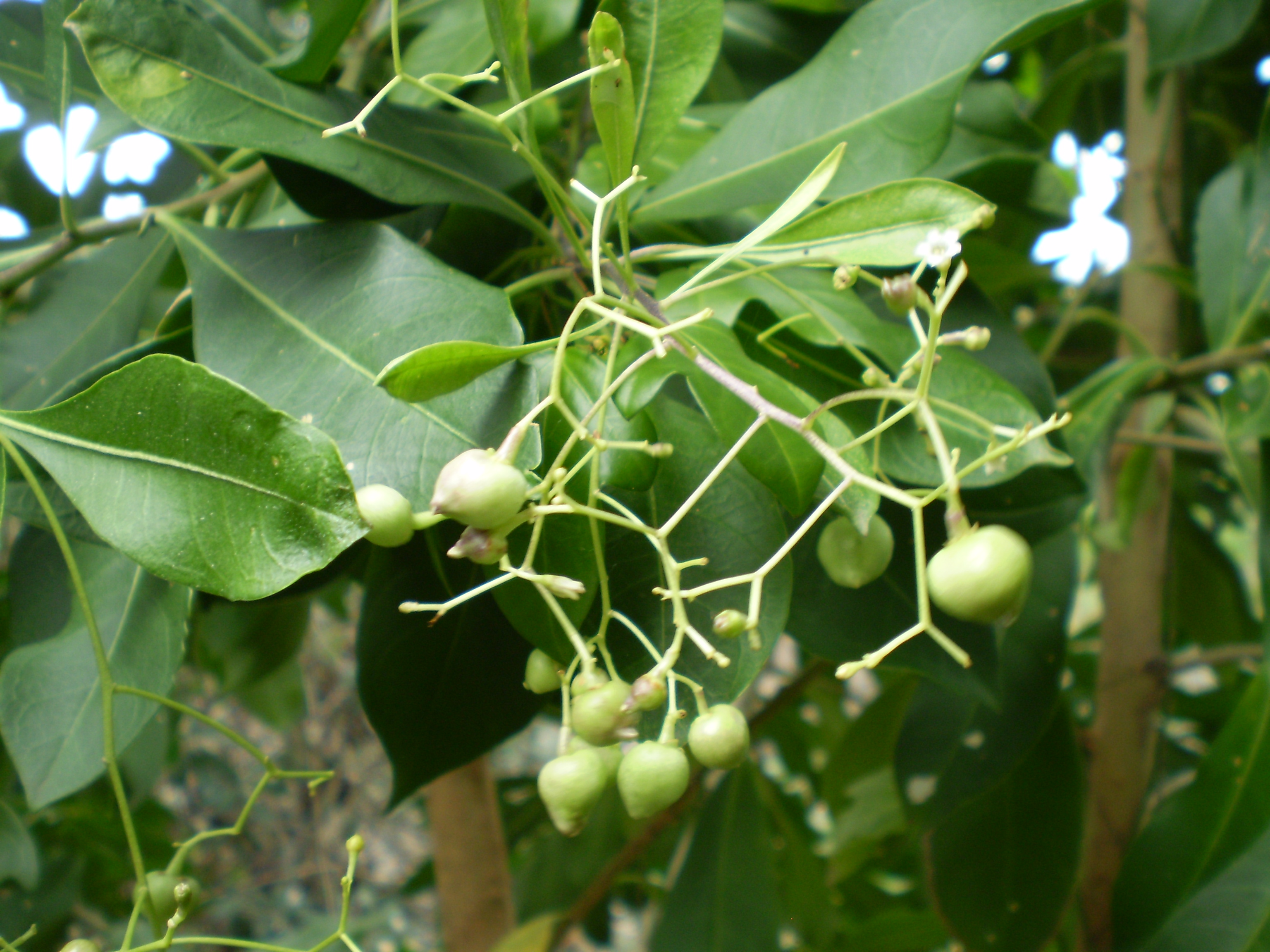
Duboisia myoporoides s nedozrálými plody

## Rozšíření
Rod zahrnuje v současném taxonomickém pojetí 4 druhy a je rozšířen v Austrálii a Nové Kaledonii.
Nejrozšířenějším druhem je jedovatice pituri, suchomilný keř, běžně se vyskytující v písčitých pouštních a polopouštních oblastech australského vnitrozemí a západu a jihu kontinentu, často ve společnosti trsnatých trav rodu Triodia. Stromovitě rostoucí jedovatice Duboisia myoporoides je vázána na vlhké oblasti při pobřeží východní Austrálie a jako jediný druh rodu roste i na Nové Kaledonii. Nejčastěji se vyskytuje při okrajích a na mýtinách tropických deštných lesů a ve vlhkých blahovičníkových lesích v nadmořských výškách max. do 1000 metrů.
Duboisia leichhardtii roste v poloopadavých lesích v suchém vnitrozemí jižního Queenslandu. V roce 1995 byl z hory Mount Gilruth v Severním teritoriu popsán nový druh s úzkými řapíkatými listy, Duboisia arenitensis.

## Ekologické interakce
Na jedovaticích se v Austrálii živí housenky lišaje Coenotes eremophilae, štětconoše Teia anartoides a můry Spodoptera litura. Květy jsou opylovány hmyzem.

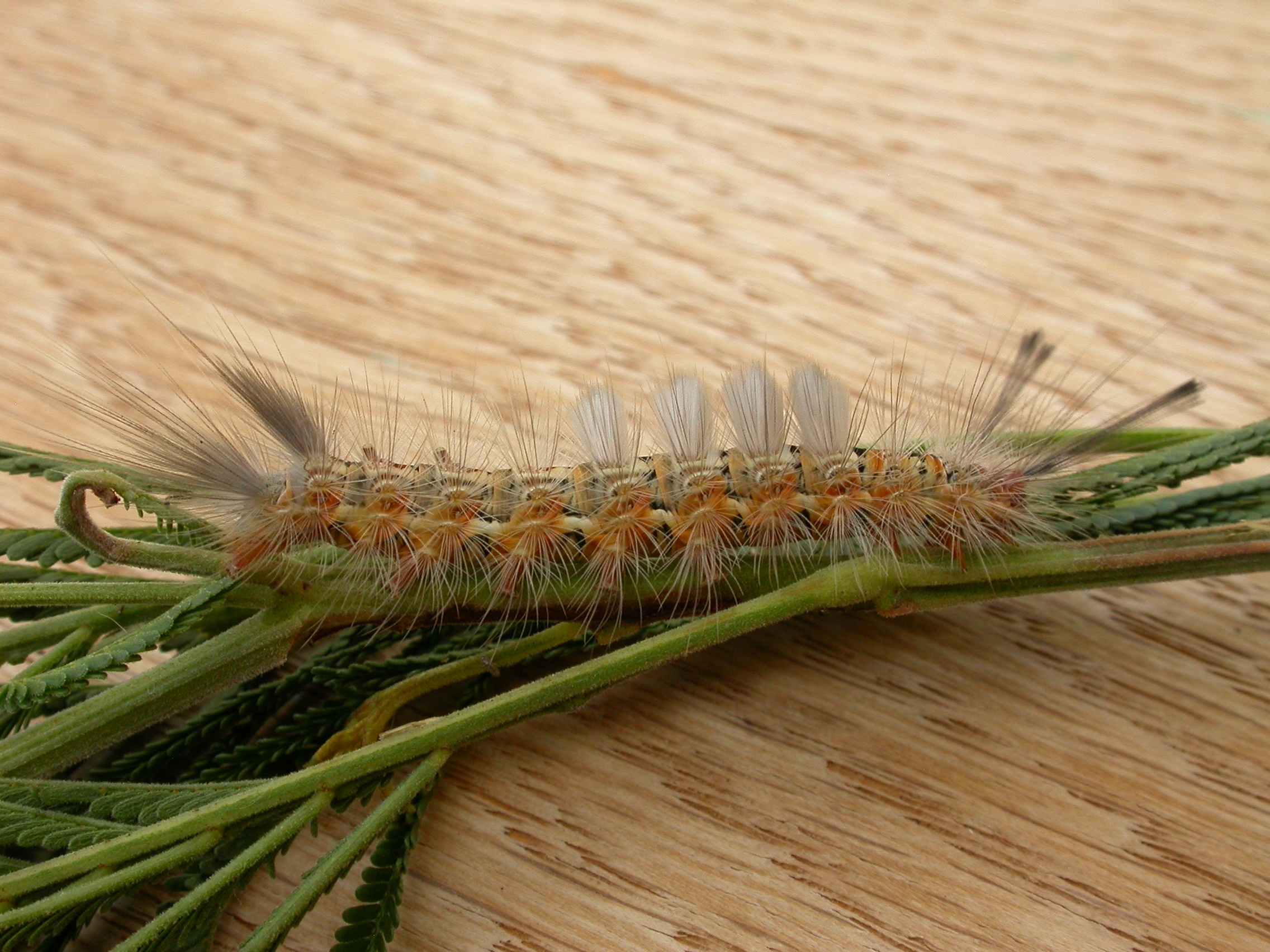
Housenka štětconoše Teia anartoides
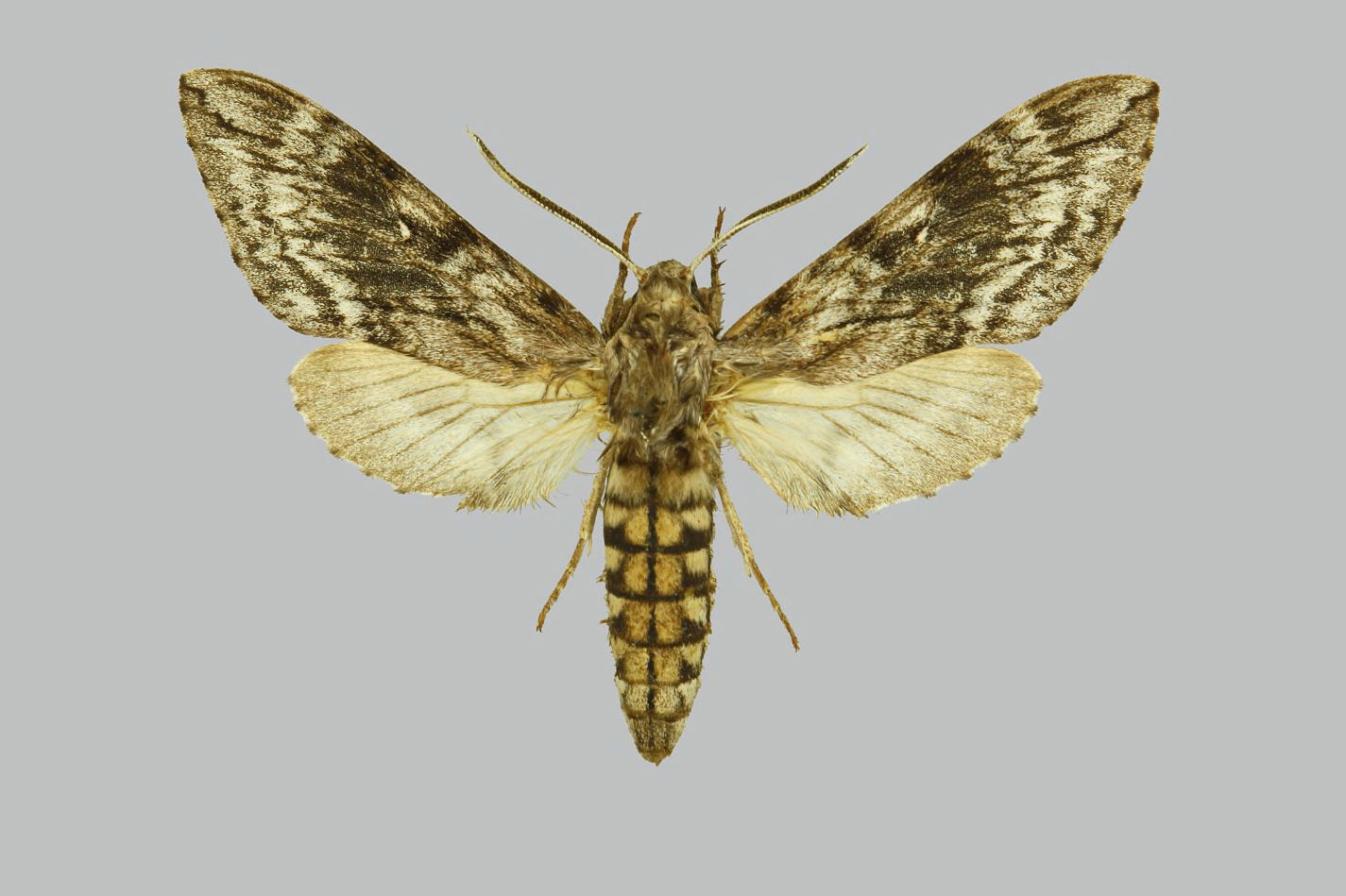
Lišaj Coenotes eremophilae

## Obsahové látky a jedovatost
Jedovatice jsou, jak název napovídá, jedovaté rostliny. Účinnými látkami jsou jednak tropanové alkaloidy (hyoscyamin, skopolamin), jednak pyridinové alkaloidy nikotinového typu (nikotin, nornikotin, anabasin). Jedovatost rostlin a zastoupení jednotlivých alkaloidů jsou silně proměnlivé v závislosti na lokalitě, identitě a stáří rostliny. Například u Duboisia myoporoides převažuje v některých oblastech skopolamin, jinde hyoscyamin nebo nikotin a anabasin.
V Austrálii občas dochází k otravám domácích zvířat na pastvě nebo při kontaminaci sena mladými výhony rostlin. Lidé se mohou otrávit při sklizni rostlin pro extrakci alkaloidů nebo při vdechování prachu vzniklého při jejich zpracování. Také občas dochází k otravám při experimentování s psychotropními účinky těchto rostlin.
Jedovatice pituri obsahuje zejména nikotin, nornikotin a anabasin, v kořenech i tropanové alkaloidy skopolamin a hyoscyamin.

Hyoscyamin neboli duboisin
Skopolamin
Nornikotin

## Taxonomie
Rod Duboisia je v rámci čeledi Solanaceae řazen do podčeledi Nicotianoideae a tribu Anthocercideae. Tribus zahrnuje 31 druhů v 7 rodech, rozšířených až na jednu výjimku (Duboisia myoporoides) výhradně v Austrálii. Podle výsledků fylogenetických studií není rod Duboisia monofyletický, neboť je promísený s vývojovými větvemi rodu Cyphanthera, zahrnujícího 8 druhů rozšířených v jihovýchodní, jižní a jihozápadní Austrálii. V budoucnu proto dojde k taxonomickým úpravám a přehodnocení obou rodů.
Z oblasti překryvu areálů D. myoporoides a D. leichhardtii jsou známy rostliny s intermediárními znaky, které pravděpodobně představují přirozeného křížence obou druhů.

## Zástupci
- jedovatice pituri (Duboisia hopwoodii)[1]

## Význam
Australská jedovatice pituri je jednou z nejstarších člověkem využívaných psychotropních rostlin a je již od dávných věků úzce svázána s aboridžinskou kulturou. Doba jejího užívání je odhadována na 40000 let, archeologické důkazy pro to však chybějí.
Australští domorodci považují pituri za magickou rostlinu, což souvisí s jejími psychotropními účinky a tím, že její užívání navozuje živé sny.
Sušené listy míchají s dřevním popelem a směs žvýkají. Žvýkání pituri zahání hlad a žízeň, snižuje únavu a přináší úlevu od bolesti.
Ve vnitrozemí Austrálie používají domorodci rostlinu také k lovu zvěře a ryb. Větévky jedovatice pituri, vložené do vody v napajedle, slouží k omámení pštrosů emu, které pak lze snadno chytit.
Jako léčivku a k intoxikaci využívají i druh D. myoporoides.
Jedovatice Duboisia myoporoides a D. leichhardtii jsou nejvýznamnějším světovým zdrojem tropanových alkaloidů. Rostliny jsou pěstovány na rozsáhlých plantážích zejména v Austrálii, Japonsku, Nové Guineji a Nové Kaledonii. Oproti ostatním lilkovitým rostlinám obsahují více hyoscyaminu a skopolaminu a mají vyšší výtěžnost, která činí asi 16 kg skopolaminu na hektar ročně. Produkce začala již ve 40. letech 20. století, přičemž listy byly v dané době sbírány z divoce rostoucích rostlin. V průběhu 2. světové války poptávka po skopolaminu silně stoupla, neboť byl používán jako anestetikum při chirurgických zákrocích a jako prostředek proti mořské nemoci. První komerční plantáž, vytvořená kvůli špatné klíčivosti semen přesazením semenáčků z přírody, byla vytvořena koncem 50. let. V průběhu doby byly vyšlechtěny linie se zvlášť vysokým obsahem alkaloidů včetně křížence obou uvedených druhů. V současnosti je skopolamin základem řady preparátů se stimulujícím, antispasmodickým a analgetickým účinkem.
Nakládání s touto rostlinou je v některých zemích omezeno zákonem. Listy jsou využívány v homeopatii při očních potížích.